# Wiesendangen
Wiesendangen es una comuna suiza del cantón de Zúrich, situada en el distrito de Winterthur. Limita al norte con la comuna de Rickenbach, al noreste con Ellikon an der Thur, al este con Bertschikon, sureste con Elsau, y al suroeste y oeste con Winterthur.